# Roure (Italia)
Roure es una comune italiana de la ciudad metropolitana de Turín, en Piamonte. Tiene una población estimada, a fines de 2018, de 802 habitantes.
La comune no tiene un centro poblado con el mismo nombre sino que tiene cuatro localidades principales: Balma, Castel del Bosco, Roreto e Villaretto. La capital es Balma.
Además de las cuatro localidades principales, hay varias aldeas pequeñas, en su mayoría deshabitadas.
La zona se destaca por la práctica del montañismo.

## Evolución demográfica
| Gráfica de evolución demográfica de Roure entre 1861 y 2001 |
|                                                             |
| Fuente ISTAT - elaboración gráfica de Wikipedia             |